# Palparellus dubiosus
Palparellus dubiosus is een insect uit de familie van de mierenleeuwen (Myrmeleontidae), die tot de orde netvleugeligen (Neuroptera) behoort. 
Palparellus dubiosus is voor het eerst wetenschappelijk beschreven door Péringuey in 1910.